# Heliococcus medvedevi
Heliococcus medvedevi är en insektsart som beskrevs av Danzig 1982. Heliococcus medvedevi ingår i släktet Heliococcus och familjen ullsköldlöss.
Artens utbredningsområde är Mongoliet. Inga underarter finns listade i Catalogue of Life.